# Ljubomir Marić
Ljubomir Marić (serbisch Љубомир Марић) (* 18. April 1950 in Senje bei Ćuprija, Serbien) ist ein serbischer Politiker und Mitglied der Sozialistischen Partei Serbiens (SPS) und seit 2003 der amtierende Bürgermeister der Gemeinde Ćuprija.
Marić besuchte in Senje die Grundschule und machte in Ćuprija sein Abitur. Im Jahr 1975 erlangte er an der medizinischen Universität in Belgrad sein Diplom. 

## Laufbahn
- 1985: Allgemeine Chirurgie
- 1987: Plastische Chirurgie
- 2000: Magister
- Juni 2001: Promotion